# Nowa Era
Nowa Era (łot. Jaunais laiks, JL) – centroprawicowa partia polityczna działająca na Łotwie (2002–2011). W latach 2002–2004; 2004–2006 i 2009–2011 ugrupowanie współrządzące krajem. 

## Historia
Partia została założona 2 lutego 2002 na kilka miesięcy przed wyborami do Sejmu VIII kadencji, a na jej czele stanął były prezes Banku Łotwy Einars Repše. Popularność zaskarbiła sobie antykorupcyjną retoryką oraz liberalnymi receptami na rozwiązanie problemów gospodarczych, a także spraw szkolnictwa i służby zdrowia. W wyborach październikowych z 2002 na Nową Erę głosowało 23,86% wyborców, co przełożyło się na 26 mandatów w Sejmie. 
Ugrupowanie weszło w skład czteropartyjnej koalicji centroprawicowej rządzącej Łotwą w latach 2002–2004, a jego lider Einars Repše objął funkcję premiera. Po upadku gabinetu Repšego i stworzeniu rządu Indulisa Emsisa Nowa Era na kilka miesięcy znalazła się w opozycji, jednak jeszcze w tym samym roku weszła w skład rządu Aigarsa Kalvītisa, w którym pozostała do kwietnia 2006, gdy zarzucając pozostałym partiom korupcję opuściła koalicję. 
W wyborach do Sejmu z 2006 Nowa Era zajęła trzecie miejsce i uzyskała 16,38% głosów oraz 18 mandatów. Przeszła do opozycji wobec prawicowych rządów Aigarsa Kalvītisa i Ivarsa Godmanisa (2006–2009), zachowując status największego ugrupowania opozycyjnego. 26 lutego 2009 prezydent Valdis Zatlers desygnował europosła JL Valdisa Dombrovskisa na premiera. Od tego czasu ugrupowanie pozostawało jednym z filarów czteropartyjnego rządu, który w marcu 2010 opuściła Partia Ludowa. 
W 2008 na czele Nowej Ery stanęła Solvita Āboltiņa, która kierowała nią do rozwiązania. W skład zarządu wchodzili m.in. Einars Repše, Valdis Dombrovskis, Linda Mūrniece i Dzintars Zaķis. Sekretarzem generalnym partii był Ēriks Škapars, przewodniczącym jej rady był Artis Kampars. W marcu 2010 Nowa Era weszła w skład centroprawicowego bloku wyborczego Jedność, który w wyborach 2010 uzyskał 33 mandaty w Sejmie, z tego 12 dla Nowej Ery. Po wyborach rozpoczęły się rozmowy nad powołaniem na bazie wyborczej koalicji jednolitego ugrupowania, co ostatecznie nastąpiło 6 sierpnia 2011. W skład zarządu partii politycznej „Jedność” weszli działacze Nowej Ery: Solvita Āboltiņa (przewodnicząca) oraz Valdis Dombrovskis, Dzintars Zaķis, Silva Bendrāte i Edgars Jaunups (członkowie zarządu). 

## Reprezentacja w samorządach oraz na forum europejskim
W wyborach w 2004 partia zdobyła 19,71% głosów i dwa mandaty europejskie, które przypadły Valdisowi Dombrovskisowi i Aldisowi Kušķisowi (w 2009 r. mandat po Dombrovskisie objęła Liene Liepiņa). W wyborach w 2009 mandat z listy Nowej Ery uzyskał Arturs Krišjānis Kariņš. Nowa Era związana była z Europejską Partią Ludową. Reprezentowana była w samorządach łotewskich: burmistrzem Rygi pozostawał w latach 2005–2007 Aivars Aksenoks.